# Dub v Jedličné
Dub v Jedličné je solitérní památný strom, dub letní (Quercus robur), jehož torzo se nachází v poli poblíž cesty ze zaniklé osady Jedličné do Krapic v okrese Cheb v Karlovarském kraji. V létě 2015 však strom nevydržel nápor silného větru, který ulomil jeho kmen ve výšce přibližně pět metrů nad zemí. Strom měl mohutnou košatou korunu, jeho větve sahaly do téměř čtyřiadvacetimetrové výšky. Osudnou se mu zřejmě stala právě jeho hustá koruna.
Zdaleka viditelný strom vévodil krajině Františkolázeňska s množstvím starých dubů na hrázích okolních rybníčků. Patřil mezi nejmohutnější staré duby ve volné přírodě v Čechách.
Za památný byl strom vyhlášen v roce 1986 jako krajinná dominanta a prochází jím rozhraní dvou katastrálních území.
I přes jeho zničení zůstává nadále památným stromem.

## Stromy v okolí
- Dub letní ve Dvorečku
- Stříbrný javor u Komorní Hůrky
- Dub letní v Chlumečku